# Dusignathus santacruzensis
Dusignathus santacruzensis (лат.) — вид вымерших морских млекопитающих из вымершего рода Dusignathus семейства моржовых. Ископаемые остатки представителей вида известны из миоцена и плиоцена Северной Америки: США (Калифорния) и Мексика (Нижняя Калифорния). Его типовой образец — UCMP 27121, фрагментарный череп, найденный в Калифорнии (США). Не имели гипертрофированных верхних клыков, в отличие от современного моржа.